# Тянков ТВ
Тянков ТВ е български музикален канал. Започва излъчване на 1 юни 2007 година. Излъчва предимно българска народна музика. Централата на телевизията е в пловдивското село Тополово.